# Somorrostro (Barcelona)

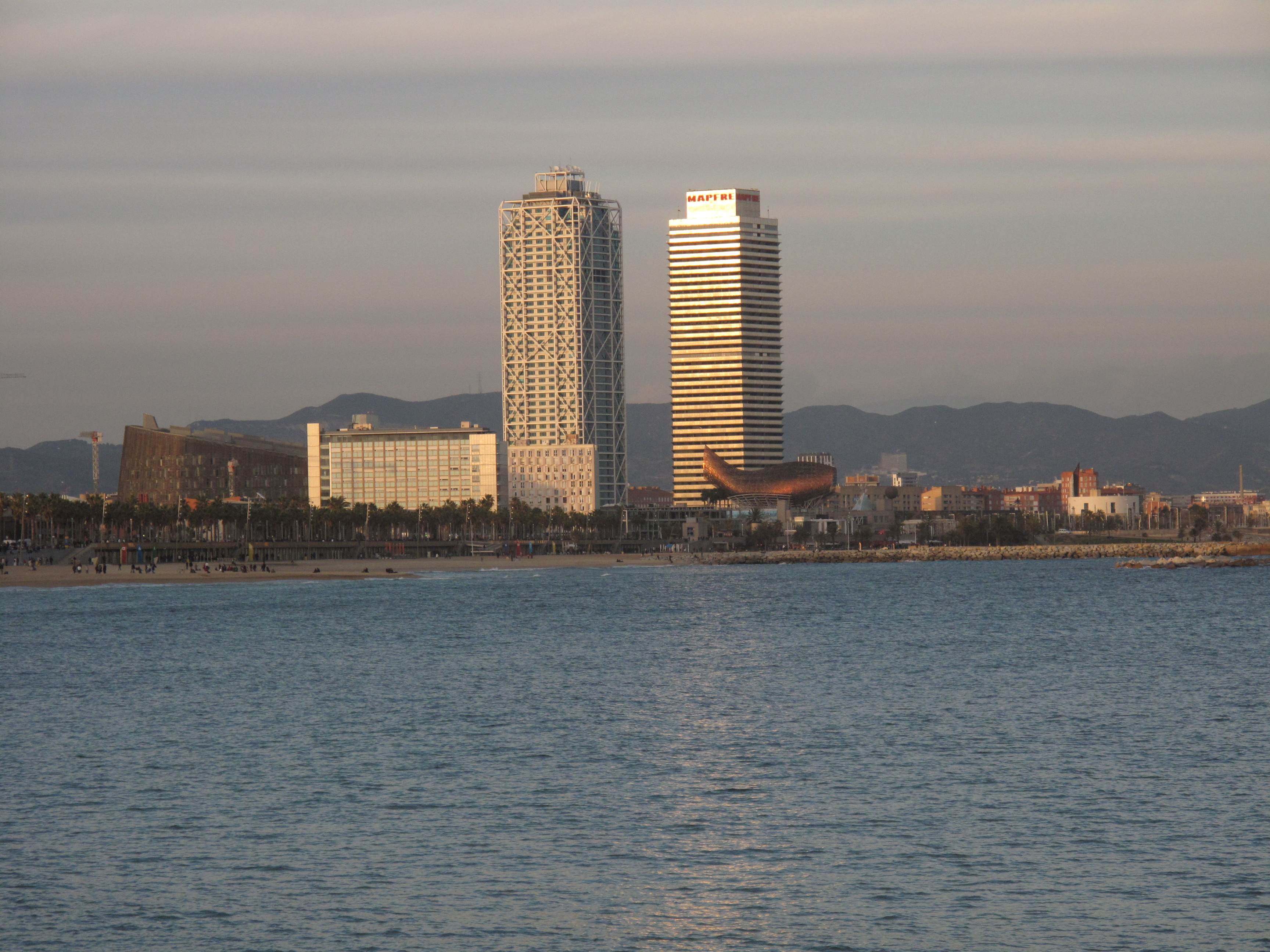
Playa del Somorrostro en 2010, con el Hotel Arts, la Torre Mapfre y la escultura El Pez de Frank Gehry.

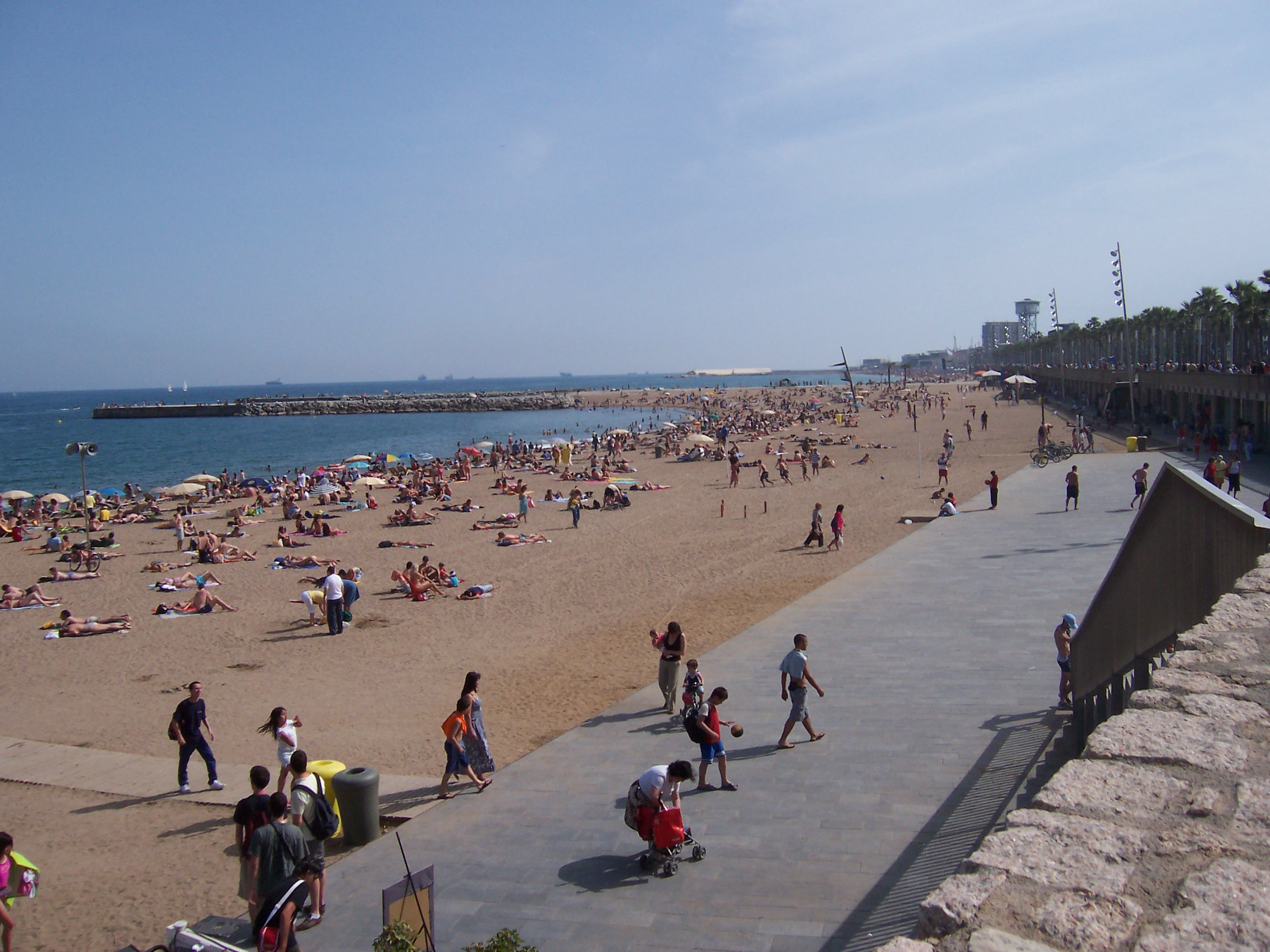
Playa del Somorrostro

El Somorrostro fue un barrio de barracas de Barcelona situado en los actuales distritos de San Martín y de Ciutat Vella durante el siglo XX. 

## Situación
Las barracas de gitanos se encontraban en la playa entre el Hospital de Infecciosos situado en la periferia de La Barceloneta ya en el límite con Pueblo Nuevo, el actual Hospital del Mar, y la desaparecida fábrica de gas Lebon del Pueblo Nuevo. El barrio se extendió hasta la riera del Bogatell. Las condiciones de vida eran muy precarias, y era frecuente que el mar inundase las casas. También fue utilizado como vertedero. 

## Historia
No existen datos sobre el origen del nombre ni sobre la fecha concreta en la que empezó a habitarse el barrio. Una hipótesis es que el nombre provenga del Somorrostro vizcaíno, de la mano de pescadores vascos que podrían haberse asentado en el área a mediados del siglo XIX.
El Somorrostro aparece ya citado en 1882. Hacia 1950, 18 000 personas vivían en el barrio, habitando unas 1400 barracas. Desapareció en 1966 coincidiendo con la visita de Francisco Franco a Barcelona para asistir a unas maniobras navales. Los habitantes fueron trasladados a viviendas de la Obra Sindical del Hogar, la mayoría al barrio de Sant Roc en Badalona.
En el barrio hubo una importante colonia de gitanos. Allí nació la bailaora Carmen Amaya. El barrio fue inmortalizado en la película de Francisco Rovira Beleta, Los Tarantos, de 1963, precisamente con Carmen Amaya, entre otras, haciendo de gitana. También allí se grabaron algunas escenas de la película Hay un camino a la derecha (1954) del mismo realizador. También el cantaor flamenco Juan Varea pasó su niñez en el Somorrostro.
En noviembre de 2010, a raíz de una petición planteada por la "Comissió ciutadana per a la recuperació de la memòria dels barris de barraques" de Barcelona, se anunció  que el tramo de la playa de La Barceloneta situado entre el Hospital del Mar y el Puerto Olímpico cambiaría su nombre por el de playa de Somorrostro.

## Curiosidades
- En el Somorrostro se formó una colonia egabrense, que sacaba en procesión a la Virgen de la Sierra (patrona de Cabra, Córdoba), el día 8 de septiembre.

- En la famosa canción "El ventilador" del cantante hispano-argentino Gato Pérez, sobre la rumba catalana se oye "Al ritmo de los gitanos de Somorrostro hasta Mataró", refiriéndose a este barrio y no al pueblo homónimo de Vizcaya.

- En la canción de León y Solano Aquélla Carmen, interpretada por Isabel Pantoja, se dice, refiriéndose a la bailaora Carmen Amaya: "Del Somorrostro a la playa, ya su estrella se apagó".